# Crows Zero II
Crows Zero 2 (クローズZERO 2?, Kurōzu Zero 2) è un film del 2009, diretto da Takashi Miike, tratto dal manga Crows, scritto e disegnato da Hiroshi Takahashi tra il 1990 e il 1998. Si tratta del sequel del film precedente intitolato Crows Zero, diretto sempre da Takashi Miike nel 2007.
In data 3 novembre 2012 l'editore Dynit ha annunciato l'acquisizione dei diritti ed il 13 dicembre la pubblicazione in home video; è uscito in versione Blu-ray e DVD il 27 febbraio 2013.

## Trama
Genji Takiya dopo aver sconfitto Tamao Serizawa, uno dei rivali più pericolosi al "titolo" che va cercando, continua la sua lotta nel cercare di conquistare l'istituto scolastico Suzuran, impresa mai riuscita nella storia. L'istituto rivale Hosen con cui da tempo avevano stretto una tregua viene a conoscenza del rilascio di uno studente del Suzuran, colpevole tempo addietro di aver causato la morte del loro capo. Mossi dal desiderio di vendetta infrangono il patto di non belligeranza iniziando una cruda lotta fra le due scuole. Genji per affrontarli si unirà a Serizawa e tutti gli altri.